# Roger Griswold
Roger Griswold, född 21 maj 1762, död 25 oktober 1812, var guvernör i Connecticut och ledamot av USA:s representanthus, som representant för Federalisterna.

## Tidigt liv och karriär
Roger Griswold föddes i Lyme, Connecticut, och var son till guvernören Matthew Griswold och Ursula Griswold (född Wolcott). Han tog examen från Yale College 1780. Därefter studerade han juridik och antogs som ledamot i advokatsamfundet 1783. Han började praktisera i Norwich, Connecticut, men flyttade tillbaka till Lyme 1794. Han valdes som Federalist till USA:s representanthus inför dess fjärde mandatperiod och återvaldes till fem ytterligare mandatperioder. Han tjänstgjorde från den 4 mars 1795 till dess han avsade sig uppdraget 1805 innan den nionde mandatperioden för kongressen skulle samlas. Han var bland annat utskottsordförande för Committee on Revisal and Unfinished Business och tackade nej till att bli krigsminister i president John Adams regering 1801. Han tjänstgjorde som domare i Connecticuts högsta domstol 1807 och var elektor i presidentvalet för Charles Cotesworth Pinckney och Rufus King. Han blev viceguvernör i Connecticut 1809-1811 och guvernör från 1811 till sin död i Norwich. Han begravdes i Griswold Cemetery vid Black Hall i staden Lyme (numera Old Lyme, Connecticut).

## Familj
Roger Griswold var farfar till kongressman Matthew Griswold.  Hans far Matthew Griswold, hans morfar Roger Wolcott, hans farbror Oliver Wolcott och hans kusin Oliver Wolcott, Jr. var samtliga också guvernörer i Connecticut.

## Slagsmål

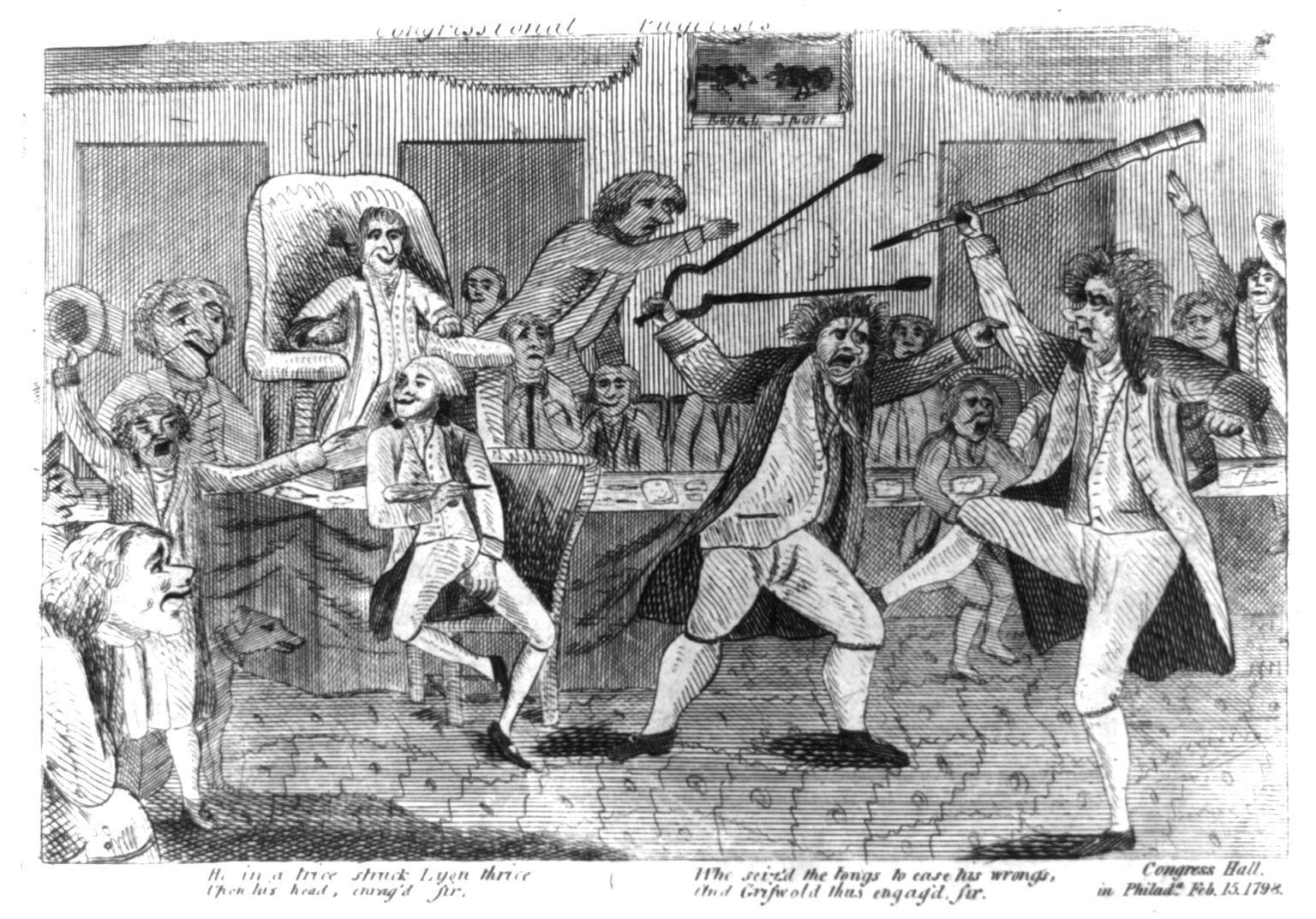
En politisk karikatyr av bråket mellan Lyon och Griswold.

Griswold var den förste kongressmannen som kom i fysiskt handgemäng med en annan kongressman. Matthew Lyon, en Republikansk kongressman från Vermont, blev förolämpad av Griswold i plenisalen och svarade med att spotta på honom. Två veckor senare anföll Griswold honom med en käpp. Lyon plockade snabbt upp en eldgaffel som han försvarade sig med.

## Förslag på utträde ur unionen
Tillsammans med flera andra Federalistiska politiker från New England föreslog han 1803 utträde ur USA, på grund av det växande inflytande som Jeffersons Demokrater hade och köpet av Louisiana samma år, vilket de kände skulle minska de nordliga delstaternas inflytande.